# (79826) Finardi
(79826) Finardi est un astéroïde de la ceinture principale.

## Description
(79826) Finardi est un astéroïde de la ceinture principale. Il fut découvert le 17 novembre 1998 à Pianoro par Vittorio Goretti. Il présente une orbite caractérisée par un demi-grand axe de 2,58 UA, une excentricité de 0,23 et une inclinaison de 3,7° par rapport à l'écliptique.